# Ghiacciaio Margerie

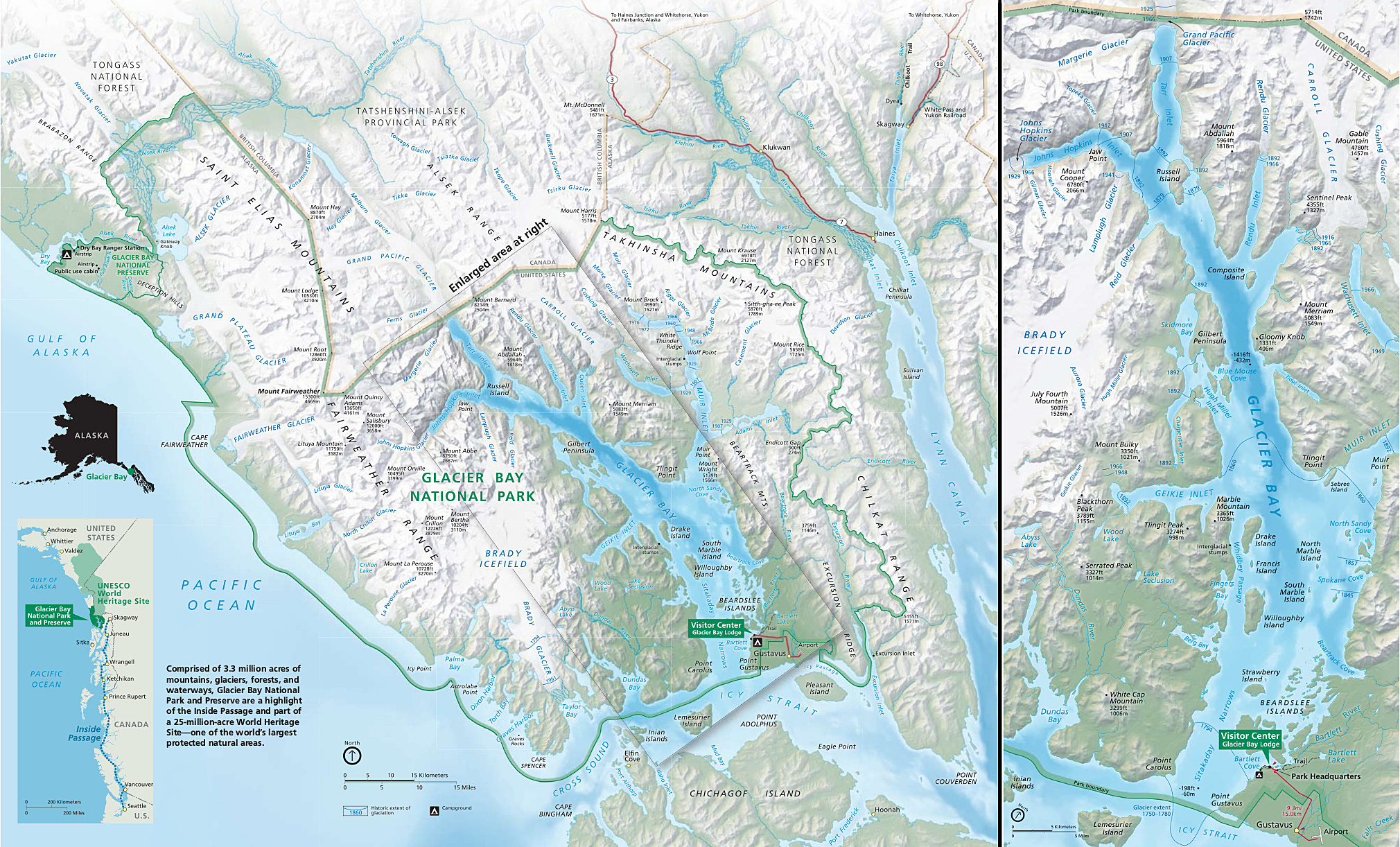
Mappa del parco nazionale e riserva di Glacier Bay

Il ghiacciaio Margerie è un ghiacciaio di marea lungo 34 km nel Bacino di Glacier Bay, in Alaska, Stati Uniti, all'interno del Parco nazionale e riserva di Glacier Bay. Il ghiacciaio inizia sulle pendici meridionali del Monte Root, a 3920 m di altitudine, sul confine tra Alaska e Canada che corre a sud-est lungo la valle, quindi si gira a nord-est verso il suo termine nell'insenatura di Tarr. Il ghiacciaio Margerie è uno dei ghiacciai più attivi e visitati di Glacier Bay, dichiarato Monumento Nazionale nel 1925, Parco nazionale e riserva nel 1980, Riserva della biosfera dell'UNESCO nel 1986 e Patrimonio dell'Umanità nel 1992. Mentre la maggior parte dei ghiacciai di marea nel parco si sono ritirati negli ultimi decenni, il ghiacciaio Margerie è diventato stabile, non cresce né decresce, mentre il ghiacciaio Johns Hopkins sta avanzando.
Il ghiacciaio Margerie si estende a monte per una lunghezza di 34 km dall'insenatura di Tarr alla sua sorgente sulle pendici meridionali del Monte Root. La larghezza del ghiacciaio è di circa 1,6 km e l'altezza totale al suo termine è di circa 110 m compresi 30 m sott'acqua.
Nel 1750, Glacier Bay era un enorme ghiacciaio singolo, ma a causa delle temperature medie più elevate e della quantità media di nevicate più basse negli ultimi secoli, si è trasformata in quello che ora è un fiordo di 105 km con molti ghiacciai più piccoli. Il ghiacciaio Margerie si trova all'estremità nord-occidentale della baia ed è perpendicolare al ghiacciaio Grand Pacific.
Glacier Bay e i suoi numerosi ghiacciai sono raggiungibili solo per via aerea e marina in quanto non ci sono strade nel parco. La ripida discesa del termine del ghiacciaio Margerie consente alle navi da crociera e alle piccole imbarcazioni per tour del parco di ancorarsi nelle vicinanze, fornendo una visione ravvicinata del distacco del ghiaccio.

## Storia
Il ghiacciaio Margerie prende il nome dal geologo e geografo francese Emmanuel de Margerie che visitò la zona nel 1913. Glacier Bay era completamente ricoperta di ghiaccio nel 1794 quando il capitano George Vancouver e la sua spedizione furono fermati da un muro di ghiaccio largo 32 km e alto 1 200 m. Quando John Muir visitò per la prima volta la baia nel 1879, il ghiaccio si era ritirato per 77 km nella baia. La parete di ghiaccio da allora si è ritirata di 105 km dall'entrata della baia ed è solo un residuo del grande ghiacciaio visto da Vancouver. La baia ora contiene otto ghiacciai di marea, compreso Margerie, all'interno di piccole insenature lungo il suo perimetro.
I ghiacciai di Glacier Bay sono i resti di una generale avanzata del ghiaccio, la piccola era glaciale, iniziata circa 4000 anni fa. Questo progresso non è paragonabile alla glaciazione continentale avvenuta durante la glaciazione del Wisconsin dell'epoca del Pleistocene. Intorno al 1750, la piccola era glaciale raggiunse il suo massimo stadio e iniziò una generale recessione dei ghiacciai. I flussi di ghiaccio sono stati registrati al ghiacciaio Margerie a 610 m all'anno o 6 piedi 1,8 m al giorno. L'avanzamento è stato ridotto a una velocità di 9,1 m all'anno o circa 2,5 cm al giorno fino al 1998, quando un certo grado di recessione è stato registrato poiché la parte settentrionale del termine ha formato una piccola rientranza, mentre la parte meridionale ha continuato ad avanzare di 30 cm all'anno. Negli anni '90, il ghiacciaio Margerie è stato collegato al ghiacciaio Grand Pacific; tuttavia, da allora si è staccato dal Grand Pacific che si sta ritirando, con detriti di una morena lasciati nel divario tra i ghiacciai.

## Descrizione

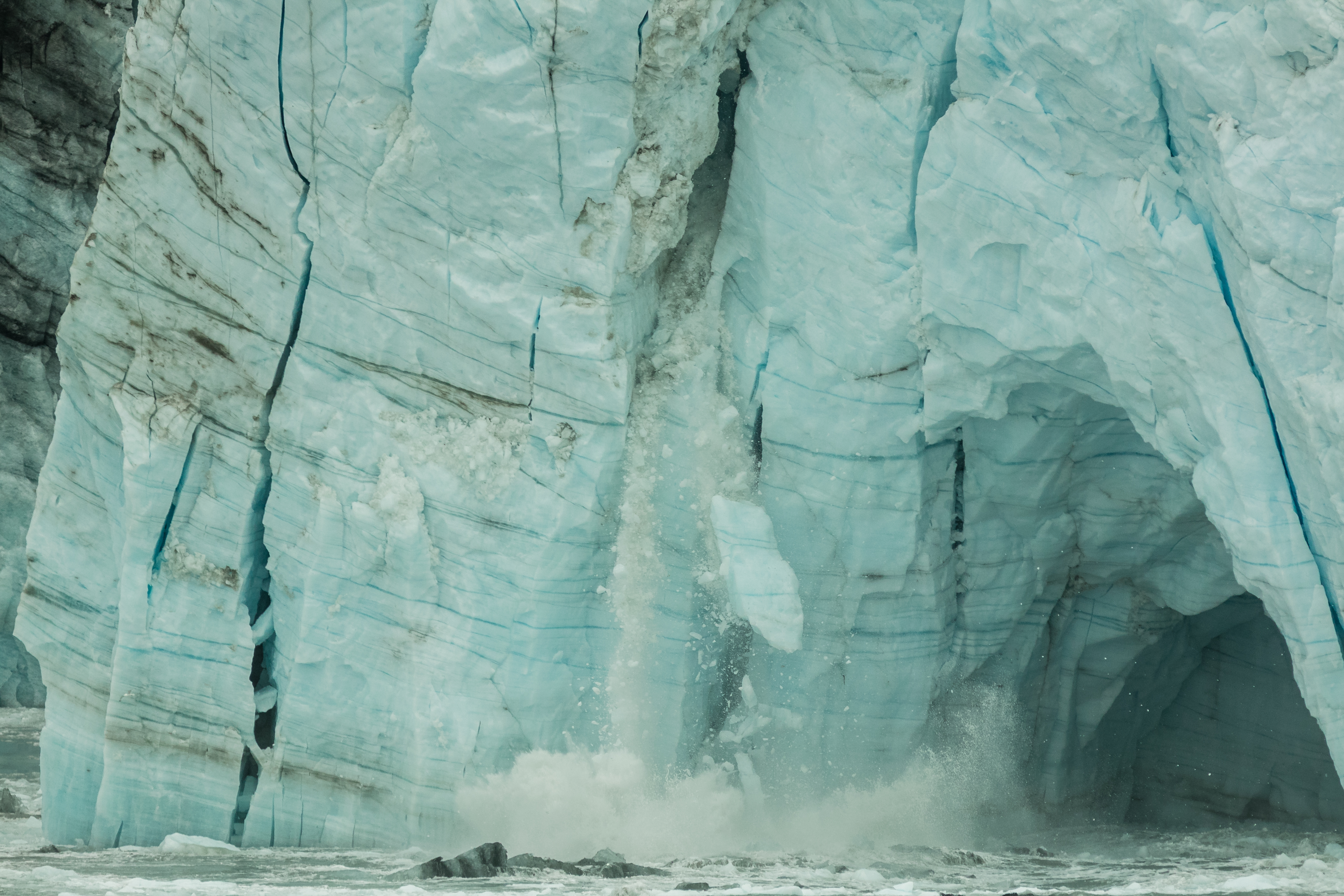
Divisione di un pezzo di ghiaccio (animazione della divisione)

Il ghiacciaio Margerie è classificato come un ghiacciaio di marea, uno degli undici rimasti nel parco, con otto nella baia e tre nella zona costiera dell'Oceano Pacifico del parco. Un ghiacciaio di marea è un ghiacciaio il cui termine incontra l'acqua di mare almeno durante l'alta marea, se non a tutti i livelli di marea. Il ghiacciaio Margerie e altri sei ghiacciai hanno estremità completamente sommerse a tutti i livelli di marea. Il ghiacciaio di Margerie ha un'altezza totale di 110 m di cui 76 m sopra il livello dell'acqua e 100 piedi 30 m sotto la superficie dell'acqua. Come molti ghiacciai contiene morene che appaiono come aree scure composte da terra, pietre e rocce più grandi mescolate al ghiaccio e trasportate a valle per essere infine espulse dal termine del ghiacciaio. Il ghiaccio appare blu come risultato dell'assorbimento delle lunghezze d'onda rosse, arancioni, gialle e verdi della luce e, di conseguenza, le pozze di acqua fusa sulla sommità del ghiacciaio appaiono di un blu brillante. Il ghiacciaio Margerie è un ghiacciaio molto più pulito e con meno detriti rispetto al ghiacciaio Grand Pacific, adiacente al fianco nord-orientale di Margerie. È anche uno dei ghiacciai più attivi per il distacco del ghiaccio insieme al ghiacciaio Johns Hopkins. Quando un ghiacciaio si divide, emette suoni simili a colpi di arma da fuoco provocati dallo scricchiolio del ghiaccio e dal rilascio di aria intrappolata, poi un boato fragoroso mentre il ghiaccio cade nel mare. Risalite d'acqua dolce emergono dalla zona centrale del termine del ghiacciaio, generati dai flussi di acqua fusa che scorrono al di sotto del ghiacciaio. Tali aree attirano gli uccelli marini che si nutrono del pesce che vi si trova.
In uno studio della geologia del substrato roccioso e delle risorse minerarie di Glacier Bay, su 17 aree classificate come contenenti depositi minerali, il ghiacciaio Margerie è stato identificato come contenente depositi di rame.

## Flora e fauna
Il ghiacciaio Margerie fa parte del parco nazionale e riserva di Glacier Bay che, con la sua combinazione di ghiacciai, coste, fiordi, fiumi e laghi, offre paesaggi e paesaggi marini molto diversi che supportano 333 taxa di piante vascolari, 274 specie di uccelli, 160 specie di pesci, 41 specie di mammiferi e 3 specie di anfibi. Sterne artiche e gabbiani nidificano nelle rocce del ghiacciaio di Margerie. Dividendosi, il ghiacciaio disturba il krill e i piccoli pesci, rendendolo così un luogo ideale per gli uccelli. A volte vicino a questo ghiacciaio si vedono anche megattere e orsi grizzly. Sono stati condotti studi sul ghiacciaio Margerie su topi del ghiacciaio, colonie di muschi che si muovono attraverso il ghiacciaio nel tempo, a causa di forze non ben comprese.